# Calliandra subspicata
Calliandra subspicata är en ärtväxtart som beskrevs av George Bentham. Calliandra subspicata ingår i släktet Calliandra och familjen ärtväxter. Inga underarter finns listade i Catalogue of Life.